# Ђовето (Перуђа)
Ђовето је насеље у Италији у округу Перуђа, региону Умбрија.
Према процени из 2011. у насељу је живело 21 становника. Насеље се налази на надморској висини од 357 м.